# فرانك إي. وودز
فرانك إي. وودز (بالإنجليزية: Frank E. Woods)‏ هو كاتب سيناريو وناقد سينمائي وصحفي أمريكي، ولد في 1860 في Linesville, Pennsylvania ‏ في الولايات المتحدة، وتوفي في 1 مايو 1939 في هوليوود في الولايات المتحدة.

## وصلات خارجية
- فرانك إي. وودز على موقع IMDb (الإنجليزية)
- فرانك إي. وودز على موقع ميتاكريتيك (الإنجليزية)
- فرانك إي. وودز على موقع روتن توميتوز (الإنجليزية)
- فرانك إي. وودز على موقع روتن توميتوز (الإنجليزية)
- فرانك إي. وودز على موقع أول موفي (الإنجليزية)
- فرانك إي. وودز على موقع قاعدة بيانات الأفلام السويدية (السويدية)
- فرانك إي. وودز على موقع قاعدة بيانات الفيلم (الإنجليزية)
- فرانك إي. وودز على موقع كينوبويسك (الروسية)